# Landover (Maryland)
Landover ist ein Census-designated place im Prince George’s County im US-Bundesstaat Maryland. Das U.S. Census Bureau hat bei der Volkszählung 2020 eine Einwohnerzahl von 25.998 ermittelt.
Internationale Berühmtheit hat der Ort durch zahlreiche Sportveranstaltungen erlangt wie etwa Boxweltmeisterschaftskämpfe mit Muhammad Ali oder Sugar Ray Leonard, der Fußball-Weltmeisterschaft der Frauen 1999, der United States Women’s Open Championship im Golf oder als Heimspielstätte des American-Football-Franchises Washington Commanders im Northwest Stadium.

## Persönlichkeiten
- Elmo Langley (1928–1996), Rennfahrer
- Len Bias (1963–1986), Basketballspieler
- Kev Brown (* 1976), Musikproduzent und Rapper